# Святилище Такекома
Святи́лище Такекома́ (яп. 竹駒神社, たけこまじんじゃ, МФА: [takekoma d͡ʑind͡ʑa]) — синтоїстське святилище в Японії. Розташоване у кварталі Інарі міста Іванума префектури Міяґі. Основними божествами є Уканомітама, Укемоті та Вакумусубі, покровителі врожайності та торгівлі. Засноване близько 842 року Оно но Такамурою, головою провінції Муцу, на пожертви населення. 1537 року відбудовано місцевим самурайським володарем Дате Танемуною. Користувалося особливою опікою роду Дате. 1807 року отримало перший ранг від Імператорського двору. Протягом існування Японської імперії мало статус префектурного святилища. В народі називалося святилище Такекома-Інарі. Головне свято припадає на 21 березня. На території святилища діє унікальний для Японії музей конярства.